# ارمنترود اورلئان
ارمنترود اورلئان (انگلیسی: Ermentrude of Orléans؛ همسر شارل دوم، پادشاه فرانک باختری و ملکه فرانک باختری بود.